# احمد زمانیان
احمد زمانیان (۱۳۱۸- نهاوند،روستای جهان‌آباد) نماینده معمم از حوزه نهاوند استان همدان در مجالس اول الی چهارم شورای اسلامی بود.
| دوره نمایندگی | تعداد رای | درصد آراء |
| ------------- | --------- | --------- |
| اول           | ۲۴٬۱۶۲    | ۵۳        |
| دوم           | ۳۴٬۶۹۳    | ۵۹        |
| سوم           | ۴۲٬۸۸۹    | ۵۶        |
| چهارم         | ۲۶٬۹۱۴    | ۴۱        |